# Tafsir
Tafsir (arab. تفسير) – ogólny komentarz koraniczny.
W tradycji islamu rozróżnia się dwa typy komentarza do Koranu: tafsir i tawil. Pierwszy z nich obejmuje wszystkie aspekty objaśniania Koranu, natomiast drugi ma charakter szczególnie głęboki, ezoteryczny. Sam wyraz tawil oznacza bowiem sięganie do źródeł, do początków. Ten drugi typ komentarza pojawił się później.
Tradycyjnie za pierwszego komentatora Koranu uważa się Abd Allaha Ibn al-Abbasa (zm. 687), szczególnie uczonego brata stryjecznego Mahometa, który zaczął swoje dzieło za kalifatu Usmana. Jego Tafsir zachował się jedynie w cytatach zawartych w późniejszych komentarzach, przede wszystkim At-Tabariego (zm. 923). Charakter komentarza nosi również dzieło Pytania Nafi'a Ibn al-Azraka, mające formę odpowiedzi Ibn al-Abbasa na pytania zadawane przez słynnego przywódcę azrakitów Nafi’a. Także jedynie w formie cytatów w późniejszych komentarzach zachował się komentarz Hasana al-Basriego (zm. 728). Najwcześniejszym pełnym komentarzem koranicznym, który zachował się do naszych czasów jest Tafsir Mudżahida Ibn Dżabra al-Makkiego (zm. 722), ucznia Ibn al-Abbasa.
Do znacznego rozwoju komentarzy koranicznych przyczyniło się powstanie sunny Proroka, uważano bowiem, że sunna stanowi komentarz do Koranu. Często posługiwano się nią jako materiałem porównawczym. Szczególne znaczenie miały także kwestie językoznawcze. Najważniejszym obszernym komentarzem do Koranu o charakterze językoznawczym jest dzieło Znaczenia Koranu gramatyka z Al-Kufy Al-Farra (zm. 822). Największym prestiżem cieszyły się jednak komentarze ogólne, obejmujące wszystkie możliwe kwestie interpretacyjne. Najsłynniejszy tego rodzaju komentarz stworzył wspomniany już At-Tabari. Jego Tafsir jest pierwszym komentarzem, który objaśnia Koran werset po wersecie. Taki komentarz określa się mianem kursorycznego. Metodę At-Tabariego przejęli późniejsi komentatorzy i pełny komentarz kursoryczny stał się standardem. Wielką sławą cieszył się także Tafsir Fachr ad-Dina ar-Raziego (zm. 1209), w którym znajdują odzwierciedlenie aszaryckie idee autora. Wielotomowy komentarz pozostawił po sobie malikita Al-Kurtubi (zm. 1273). Inny komentarz odzwierciedlający malikicki punkt widzenia napisał także andaluzyjski jurysta Abu Bakr Ibn al-Arabi (zm. 1148). Popularnym do dzisiaj komentarzem jest Tafsir Al-Bajdawiego (zm. 1300). Najpopularniejszy komentarz stworzył jednak As-Sujuti (zm. 1505), który oparł się na wcześniejszym tafsirze Al-Mahallego (zm. 1459), stąd jego dzieło nosi tytuł Tafsir dwóch Dżalalów. Jest to komentarz stosunkowo krótki.
Spośród nowszych komentarzy do Koranu, inspirowanych osiągnięciami Zachodu, np. w dziedzinie literackiej interpretacji tekstu, oraz nowszymi doktrynami społeczno-politycznymi, na uwagę zasługują „Al-Manar” ('Miejsce światła'), zainicjowany przez egipskich „modernistów” na czele z Muhammadem Abduhem, oraz jego uczniem Raszidem Ridą, tudzież „Fi zilal al-Kuran” (W cieniu Koranu), duchowego przywódcy Braci Muzułmanów Sajjida Kutba (zm. 1966), wydany w Bejrucie w 8 tomach. 